# Last Dance
Last Dance (Brasil: A Última Chance / Portugal: A Última Dança) é um filme de drama de 1996 dirigido por Bruce Beresford e estrelado por Sharon Stone, Rob Morrow, Randy Quaid e Peter Gallagher. Last Dance foi filmado em Nashville.
O filme foi largamente ignorado nas bilheterias e foi constantemente comparado com o filme de 1995 Dead Man Walking, que foi um drama premiado pelo Oscar a qual tratamento do tema da pena de morte ainda estava fresco nas mentes do público. Sharon Stone foi indicada para um prêmio Framboesa de Ouro em 1997 por "Pior Nova Estrela", baseado em seu papel no filme (como a nova "séria" Sharon Stone). Last Dance recebeu críticas negativas dos críticos. Actualmente, detém uma classificação de 32% em Rotten Tomatoes com base em 22 comentários, com uma classificação média de 5.3/10.

## Sinopse
Cindy Ligget está no corredor da morte esperando sua execução pelo brutal assassinato duplo que cometeu quando era adolescente, doze anos antes do início do filme. O advogado Rick Hayes, especializado em indulto, tenta salvá-la, argumentando que ela foi intoxicada quando cometeu o crime pelo qual foi declarada culpada e que ela não é mais a mesma pessoa que era à época dos assassinatos.

## Elenco
- Sharon Stone como Cindy Ligget
- Rob Morrow como Rick Hayes
- Randy Quaid como Sam Burns
- Peter Gallagher como John Hayes
- Jack Thompson como The Governor
- Jayne Brook como Jill
- Pamala Tyson como Linda, Advogada de Assistência Jurídica
- Skeet Ulrich como Billy, irmão de Cindy
- Don Harvey como Doug
- Diane Sellers como Inmate Reggie
- Patricia French como Guard Frances
- Ralph Wilcox como Warden Rice
- Buck Ford como D.A. Rusk
- Dave Hager como Detective Vollo
- Christine Cattell como Louise
- Peg Allen como Helen
- Meg Tilly como stripper

## Recepção da crítica
Roger Ebert, do Chicago Sun-Times, sentiu que o filme lidava com "material potencialmente poderoso e pensativo" e fez uma "boa vitrine para Stone". No entanto, ele ressaltou que o filme sofreu com a "inevitável desgraça" de estar seguindo logo após a "obra-prima inquestionável" de Dead Man Walking. Em comparação, Ebert sentiu que Last Dance "parece ser sério, mas não original". James Berardinelli do ReelViews também achou que o Dead Man Walking era "muito superior". Ele sentiu que Last Dance foi uma "história menos convincente" e "um pouco segura demais", com "um pouco de manipulação e melodrama demais". Ele elogiou Stone por dar o "desempenho mais impressionante de uma carreira um tanto sem brilho", mas criticou Morrow como "deixando algo a desejar". Ele concluiu que Last Dance é "perfeitamente assistível, e vale a pena uma recomendação marginal, [mas] em comparação com o Dead Man Walking, parece diluído".
Janet Maslin, do New York Times, elogiou a "presença estelar e o desempenho surpreendentemente intenso" de Stone no filme, descrevendo seu "papel sem saída" como o "salva-vidas" do filme. No entanto, ela foi crítica do filme em geral, afirmando: "...logo a história começa a tomar voltas sentimentais, e até mesmo a ferocidade surpreendente de Stone é enterrada em lama". Peter Travers da Rolling Stone foi desfavorável do filme e concluiu: "Last Dance é um melodrama de prisão que abraça todos os clichês que Dead Man Walking esquivou-se artisticamente. Last Dance age duro, mas seu coração é pura soap opera". Desson Howe do The Washington Post também criticou o filme, sugerindo que o filme "não é exatamente" Dumb Blonde Walking ", mas que o insulto satírico não está tão longe da verdade". Ele descreveu o filme como "estereotipado", com um efeito emocional "estranhamente distanciador".
Barbara Shulgasser, do San Francisco Chronicle, descreveu o filme como "simplista, pueril lixo", acrescentando que Stone precisava "começar a escolher material difícil se ela realmente quisesse se tornar uma atriz". Edward Guthmann, do mesmo jornal, achava que o filme tinha "capacidade" de direção e atuação, mas que Dead Man Walking era "muito superior". Ele elogiou o desempenho de Stone, mas acrescentou: "Os momentos em que Last Dance não encobre o personagem de Stone são os melhores, e eles fazem você desejar que o filme tenha sido reestruturado". Ele descreveu o filme como uma "adição séria e nada notável ao cânone de Hollywood dos filmes de prisão". Anne Billson do jornal britânico The Telegraph sentiu que Stone "emerge deste empreendimento com uma certa dose de dignidade", ao contrário de Morrow, a quem é dado "um papel intencionalmente antipático". Ele descreveu o filme como o "compêndio habitual de clichês".